# بيت الهور (الشغادرة)

تعديل مصدري - تعديل

بيت الهور هي إحدى قرى عزلة الحواصلة بمديرية الشغادرة التابعة لمحافظة حجة، بلغ تعداد سكانها 23 نسمة حسب تعداد اليمن لعام 2004.